# Siderotilo
El siderotilo es un mineral de la clase de los minerales sulfatos, y dentro de esta pertenece al llamado “grupo de la calcantita”. Fue descubierta en 1891 en una mina de Idrija (Idria (Eslovenia), siendo nombrada así del griego sidero -hierro- y tilos -fibra-, en alusión a su composición y aspecto.

## Características químicas
Es un sulfato hidratado de hierro y cobre. El grupo de la calcantita en que se encuadra son sulfatos hidratados simples de un metal.

## Formación y yacimientos
Puede formarse por deshidratación de melanterita cúprica.
Suele encontrarse asociado a otros minerales como: melanterita.